# Coppa di Lettonia 2021 (pallavolo femminile)
La Coppa di Lettonia 2021, 5ª edizione della coppa nazionale femminile di pallavolo, si è svolta dal 30 novembre al 19 dicembre 2021: al torneo hanno partecipato otto squadre di club lettoni e la vittoria finale è andata per la prima volta al Jelgava.

## Formula
La formula ha previsto quarti di finale, giocati con gara di andata e ritorno, semifinali e finale.

## Squadre partecipanti
- Gulbene
- Jelgava
- Mārupes
- miLATss
- MSĢ
- Rīgas Volejbola skola
- RSU
- SUFA

## Torneo

### Tabellone
|  | Quarti di finale      | Quarti di finale | Quarti di finale      |   |         | Semifinali | Semifinali |  |  | Finale | Finale |  |
|  |                       |                  |                       |   |         |            |            |  |  |        |        |  |
|  | Gulbene               | 0                | 0                     |   |         |            |            |  |  |        |        |  |
|  | Gulbene               | 0                | 0                     |   |         |            |            |  |  |        |        |  |
|  | Jelgava               | 3                | 3                     |   |         |            |            |  |  |        |        |  |
|  | Jelgava               | 3                | 3                     |   | Jelgava | 3          |            |  |  |        |        |  |
|  |                       |                  |                       |   | Jelgava | 3          |            |  |  |        |        |  |
|  |                       |                  | SUFA                  | 0 |         |            |            |  |  |        |        |  |
|  | SUFA                  | 3                | SUFA                  | 0 | 3       |            |            |  |  |        |        |  |
|  | SUFA                  | 3                |                       |   |         |            |            |  |  |        |        |  |
|  | miLATss               | 1                | 0                     |   |         |            |            |  |  |        |        |  |
|  | miLATss               | 1                | 0                     |   | Jelgava | 3          |            |  |  |        |        |  |
|  |                       |                  |                       |   |         |            |            |  |  |        |        |  |
|  |                       |                  | RSU                   | 2 |         |            |            |  |  |        |        |  |
|  | Mārupes               | 0                | RSU                   | 2 | 0       |            |            |  |  |        |        |  |
|  | Mārupes               | 0                |                       |   |         |            |            |  |  |        |        |  |
|  | RSU                   | 3                | 3                     |   |         |            |            |  |  |        |        |  |
|  | RSU                   | 3                | 3                     |   | RSU     | 3          |            |  |  |        |        |  |
|  |                       |                  |                       |   | RSU     | 3          |            |  |  |        |        |  |
|  |                       |                  | Rīgas Volejbola skola | 1 |         |            |            |  |  |        |        |  |
|  | MSĢ                   | 0                | Rīgas Volejbola skola | 1 | 0       |            |            |  |  |        |        |  |
|  | MSĢ                   | 0                |                       |   |         |            |            |  |  |        |        |  |
|  | Rīgas Volejbola skola | 3                | 3                     |   |         |            |            |  |  |        |        |  |

### Risultati

#### Quarti di finale

##### Andata
| 30 novembre 2021 Mārupes sporta komplekss, Mārupe Durata: 1h:22 - Spettatori: 9          | Mārupes | 0 - 3 | RSU                   | 31-33, 14-25, 24-26        |
| 30 novembre 2021 Sējas sporta centrs, Sēja Durata: 1h:15 - Spettatori: 20                | MSĢ     | 0 - 3 | Rīgas Volejbola skola | 17-25, 20-25, 17-25        |
| 1º dicembre 2021 Jelgavas novada sporta centrs, Jelgava Durata: 1h:05 - Spettatori: ?    | Gulbene | 0 - 3 | Jelgava               | 23-25, 22-25, 14-25        |
| 2 dicembre 2021 Daugavpils Olimpiskais centrs, Daugavpils Durata: 1h:29 - Spettatori: 83 | SUFA    | 3 - 1 | miLATss               | 25-19, 25-19, 23-25, 25-16 |

##### Ritorno
| 8 dicembre 2021 RSU Sporta kluba zāle, Riga Durata: 0h:58 - Spettatori: ?                | RSU                   | 3 - 0 | Mārupes | 25-13, 25-15, 25-16 |
| 8 dicembre 2021 RVS sporta zāle, Riga Durata: 1h:17 - Spettatori: ?                      | Rīgas Volejbola skola | 3 - 0 | MSĢ     | 25-16, 26-24, 25-20 |
| 9 dicembre 2021 Jelgavas novada sporta centrs, Jelgava Durata: 1h:02 - Spettatori: 3     | Jelgava               | 3 - 0 | Gulbene | 25-22, 25-9, 25-11  |
| 8 dicembre 2021 Daugavpils Olimpiskais centrs, Daugavpils Durata: 1h:06 - Spettatori: 79 | miLATss               | 0 - 3 | SUFA    | 13-25, 12-25, 23-25 |

#### Semifinali
| 18 dicembre 2021 Zemgales Olimpiskais centrs, Jelgava Durata: 1h:10 - Spettatori: ? | Jelgava | 3 - 0 | SUFA                  | 25-13, 26-24, 25-15        |
| 18 dicembre 2021 Zemgales Olimpiskais centrs, Jelgava Durata: 1h:45 - Spettatori: ? | RSU     | 3 - 1 | Rīgas Volejbola skola | 18-25, 25-21, 25-19, 25-17 |

#### Finale
| 19 dicembre 2021 Zemgales Olimpiskais centrs, Jelgava Durata: 2h:07 - Spettatori: ? | Jelgava | 3 - 2 | RSU | 25-20, 23-25, 27-25, 20-25, 15-8 |

## Statistiche
| Rendimento individuale | Rendimento individuale | Rendimento individuale | Rendimento individuale |
| Pos.                   | Nome                   | Punti                  | Squadra                |
| ---------------------- | ---------------------- | ---------------------- | ---------------------- |
| 1                      | Megija Dambrehte       | 76                     | RSU                    |
| 2                      | Anija Jurdža           | 64                     | RSU                    |
| 3                      | Liene Mellupe          | 62                     | Jelgava                |
| 4                      | Līga Plāte             | 54                     | Jelgava                |
| 5                      | Līva Sola              | 53                     | Jelgava                |

| Attacchi vincenti | Attacchi vincenti | Attacchi vincenti | Attacchi vincenti |
| Pos.              | Nome              | Punti             | Squadra           |
| ----------------- | ----------------- | ----------------- | ----------------- |
| 1                 | Megija Dambrehte  | 62                | RSU               |
| 2                 | Anija Jurdža      | 56                | RSU               |
| 3                 | Liene Mellupe     | 52                | Jelgava           |
| 4                 | Līva Sola         | 38                | Jelgava           |
| 5                 | Līga Plāte        | 37                | Jelgava           |

| Muri vincenti | Muri vincenti      | Muri vincenti | Muri vincenti         |
| Pos.          | Nome               | Punti         | Squadra               |
| ------------- | ------------------ | ------------- | --------------------- |
| 1             | Anna Rīta          | 19            | RSU                   |
| 2             | Līva Sola          | 13            | Jelgava               |
| 3             | Megija Dambrehte   | 9             | RSU                   |
| 4             | Diana Černiševa    | 8             | SUFA                  |
| 5             | Kristine Dzierkale | 7             | Jelgava               |
| 5             | Lāsma Ozola        | 7             | Rīgas Volejbola skola |
| 5             | Līga Plāte         | 7             | Jelgava               |

| Battute vincenti | Battute vincenti   | Battute vincenti | Battute vincenti      |
| Pos.             | Nome               | Punti            | Squadra               |
| ---------------- | ------------------ | ---------------- | --------------------- |
| 1                | Lāsma Ozola        | 16               | Rīgas Volejbola skola |
| 2                | Līga Plāte         | 10               | Jelgava               |
| 3                | Linda Brolisa      | 9                | RSU                   |
| 4                | Kristine Dzierkale | 7                | Jelgava               |
| 4                | Sanda Ragozina     | 7                | Jelgava               |